# Neolucanus baongocae
Neolucanus baongocae là một loài bọ cánh cứng thuộc họ Kẹp kìm được nhà khoa học thuộc khoa côn trùng và động vật y học, Viện Vệ sinh dịch tễ Quân đội tìm thấy tháng 5 năm 2013 tại vườn quốc gia Bidoup Núi Bà, tỉnh Lâm Đồng, Tây Nguyên, Nam Trung Bộ, Miền Trung Việt Nam và được công bố trên tạp chí Zootaxa số 3741, tháng 11 năm 2013.

## Phát hiện và đặt tên
Tháng 11 năm 2013, Thạc sĩ Nguyễn Quang Thái ( Viện Vệ Sinh phòng dịch Quân đội – Cục Quân y ) đã phát hiện và công bố một loài kẹp kìm mới cho khoa học, loài Neolucanus baongocae. Loài kẹp kìm mới được đặt tên theo tên con gái 1 tuổi của tác giả, Nguyễn Bảo Ngọc. Loài kẹp kìm mới Neolucanus baongocae có màu sắc đặc biệt rực rỡ và hiếm thấy so với các loài kẹp kìm đã được phát hiện.

## Mô tả
Neolucanus baongocae có đôi cánh màu vàng nâu, viền đen và tấm ngực trước có màu đỏ mận, đầu và các chi có màu đen bóng, loài kẹp kìm mới N. baongocae được phát hiện ở Lâm Đồng này trở thành loài kẹp kìm Lucanidae có màu sắc rực rỡ nhất từng được biết tới ở Việt Nam. Đặc điểm về màu sắc cũng trở thành một trong số các đặc điểm đặc trưng để phân biệt N. baongocae với các loài khác trong giống Neolucanus. Về đặc điểm hình thái ngoài, loài N. baongocae rất gần với loài Neolucanus fuscus. Nhưng khi so sánh N. baongocae và mẫu vật N. fuscus thu được ở Vườn Quốc gia Tam Đảo – Vĩnh Phúc tác giả đã chỉ rõ: loài N. baongocae có một răng mập mọc lên trên hướng vào trong nằm ở chính giữa hàm trên, đây là đặc điểm quan trọng của loài và khác với các loài còn lại.